# 奥尔皮
奥尔皮，是西班牙加泰罗尼亚巴塞罗那省的一个市镇。总面积15平方公里，总人口135人（2013年），人口密度8.8人/平方公里。